# Friedrich Buchsieb
Friedrich Buchsieb (* 17. Februar 1856 in Neuwied; † 7. Juli 1933 in Runkel) war Landwirt, Beamter und Mitglied des Deutschen Reichstags.

## Leben
Buchsieb war der Sohn des fürstlichen Rentmeisters August Ludwig Buchsieb und dessen Frau Caroline geborene Momburg. Buchsieb besuchte das Progymnasium zu Neuwied von 1865 bis 1871 und schied dort mit der Obersekunda aus. Anschließend absolvierte er eine kaufmännische Lehre in der Bau- und Holzwirtschaft. Danach arbeitete er als Filialleiter in dieser Branche in Schliersee. 1878/79 leistete er Militärdienst. Ab 1879 war er in Diensten der Fürstlich Wiedischen Domänenverwaltung und wurde dort 1884 fürstlicher Rentmeister in Runkel an der Lahn. Im November 1885 heiratete er in Runkel Luise geborene Kloch (* 6. Januar 1862 in Urbach-Überdorf; † 31. Mai 1892 in Runkel), die Tochter des fürstlichen Oberförsters Kloch.
1899 folgte er auf Jakob Hardt als Bürgermeister von Runkel bis 1902. 1903 wurde er von Wilhelm Jakob Groß im Amt abgelöst. 1887 bis 1918 war er Mitglied des Kreistages und Kreisausschusses des Oberlahnkreises. 1905 wurde er zum fürstlich-wiedschen Amtsrat ernannt und gleichzeitig Kreisdeputierter des Oberlahnkreises, was er bis 1932 blieb. Kurz darauf wurde er Stadtverordnetenvorsteher in Runkel und blieb dies bis (mindestens) 1919.
1911 bis 1920 gehörte er dem Nassauischen Kommunallandtag an. 1911 wurde er stellvertretendes Mitglied und 1920 ordentliches Mitglied des Landesausschusses. 1920 wurde er stellvertretender Vorsitzender des Kommunallandtages.
Von 1903 bis 1912 war er Mitglied des Deutschen Reichstags für den Wahlkreis Regierungsbezirk Wiesbaden 4 Limburg, Oberlahnkreis, Unterlahnkreis und die Nationalliberale Partei.
Weiter war er Hauptmann der Landwehr-Infanterie und Träger der Landwehrdienstauszeichnung I. Klasse sowie des Ritterkreuzes des Ordens der Krone von Rumänien.